# Norbert Morciniec

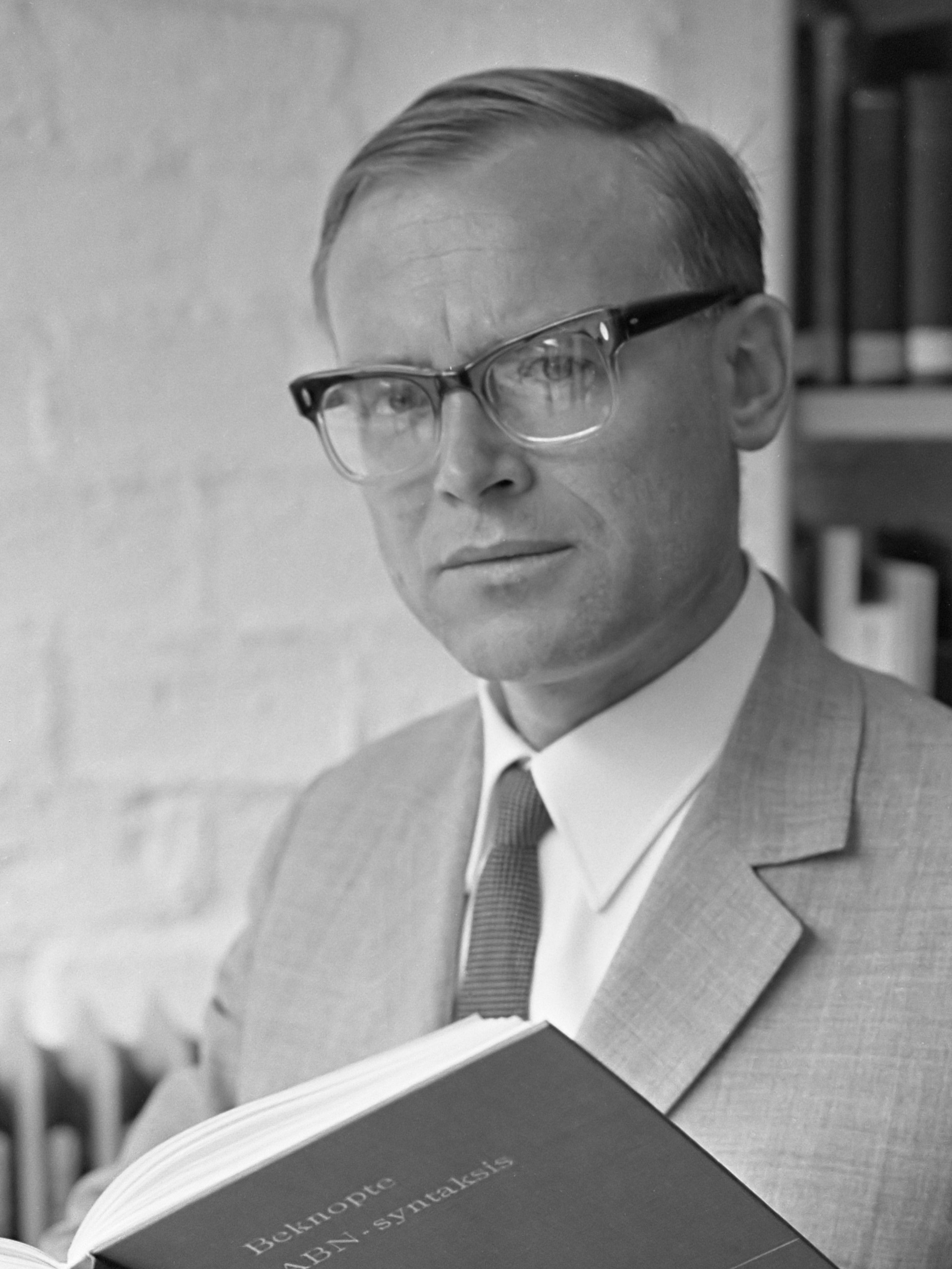
Norbert Morciniec (1967)

Norbert Morciniec (* 4. Juni 1932 in Oppeln) ist ein polnischer Professor im Fachbereich Germanistik und Niederlandistik.

## Leben und Wirken
Norbert Morciniec besuchte bis 1945 die deutsche Volks- und Oberschule in Oppeln (Schlesien) und anschließend das polnische Gymnasium in Opole, abgeschlossen 1951 mit dem Reifezeugnis. Nach dem Abitur studierte er Germanistik an der Katholischen Universität in Lublin (1951–53) und an der Universität Breslau (1953–55). Es folgte eine zweijährige Anstellung als Assistent im Institut für Allgemeine Linguistik und danach als wissenschaftlicher Oberassistent im Germanistischen Institut der Breslauer Universität. 1961 promovierte Morciniec mit einer Dissertation zum Thema Die nominalen Wortzusammensetzungen in den westgermanischen Sprachen. 1966/67 verbrachte er zwei Semester am Niederländischen Institut der Stedelijke Universiteit in Amsterdam. 1968 erfolgte die Habilitation aufgrund der Abhandlung Distinktive Spracheinheiten im Niederländischen und im Deutschen. 1975 wurde er zum außerordentlichen Professor und 1983 zum ordentlichen Professor ernannt. Seit 1969 bis zu seiner Emeritierung leitete er den Lehrstuhl für deutsche Sprache, der 1975 zum Lehrstuhl für deutsche Sprache und Niederlandistik erweitert wurde. An der Breslauer Universität erfüllte er wichtige organisatorische Aufgaben. Er war u. a. stellvertretender Direktor der Germanistischen Instituts (1969–75), Prodekan der Philologischen Fakultät (1969–71), Prorektor für Forschung und internationale Beziehungen (1984–87), Direktor des Germanistischen Instituts (1992/93).
Wichtige Aufbauarbeiten verrichtete Norbert Morciniec auch an den Universitäten in Kattowitz und Oppeln. In Kattowitz war er erster Direktor des neu errichteten Germanistischen Instituts der Schlesischen Universität, und in Oppeln hielt er seit der Gründung des dortigen Germanistischen Instituts (1989) bis zu seiner Emeritierung Vorlesungen und Seminare zur germanistischen Linguistik.
Seit 2004 ist er tätig als Professor an der Philologischen Hochschule in Breslau. Von 2009 bis 2012 Dekan der Philologischen Fakultät, seit 2013 Rektor der Hochschule.
Als Gastprofessor lehrte Norbert Morciniec an den Universitäten:  Leipzig 1977, Leuven 1981, Wien 1983 und 1992, Marburg 1984, Tampere 1985, Münster 1990, Mainz 1993.

## Publikationen
Zahlreiche Veröffentlichungen zur germanistischen Linguistik mit den Schwerpunkten: Phonetik und Phonologie, Grammatik, Sprachgeschichte, kontrastive Linguistik, schlesische Dialektforschung und deutsch-niederländische Lexikographie. Zu den wichtigsten Veröffentlichungen gehören:
- Die nominalen Wortzusammensetzungen in den westgermanischen Sprachen. Prace Wrocławskiego Towaryzstwa Naukowego. Seria A. Nr. 99. Wrocław 1964. 132 S.
- Distinktive Spracheinheiten im Niederländischen und Deutschen. Zum phonologischen Identifizierungsprozeß. Prace Wrocławskiego Towarzystwa Naukowego. Seria A. Nr. 123. Wrocław 1968. 102 S.
- Fonetyka kontrastywna języka niemieckiego. (Kontrastive Phonetik der deutschen Sprache),  Mitverf. S. Prędota, PWN-Verlag, Warszawa 1973. 234 S., 2. Aufl. 1984. 248 S.
- Zarys gramatyki niderlandzkiej. (Abriss der niederländischen Grammatik), Univ.-Verlag, Wrocław 1977. 182 S., 6. Aufl. 1995.
- Zarys niemieckiej intonacji zdaniowej. (Abriss der deutschen Satzintonation). Univ.-Verlag, Wrocław 1979. 76 S., 4. Aufl. 1995.
- Podręcznik wymowy niemieckiej. (Handbuch der deutschen Phonetik), Mitverf. S.Prędota, PWN-Verlag Warszawa 1982. 286 S., 6. Aufl. 2005.
- Historia literatury niderlandzkiej. (Geschichte der niederländischen Literatur), Mitverf.  D. Morciniec, Ossolineum.-Verlag, Wrocław 1985. 428 S.
- Das Lautsystem des Deutschen und des Polnischen. (Deutsch im Kontrast 10). J. Groos-Verlag, Heidelberg 1990. 131 S.
- Nederlands-Pools, Pools-Nederlands Woordenboek.   Kluwer-Verlag, Deventer 1993. 898 S.
- Kontrastive Phonemik deutsch-niederländisch, niederländisch-deutsch. Acta Universitatis Wratislaviensiae Nr. 1491, Univ.-Verlag, Wrocław 1994. 93 S.
- Valenzlexikon der deutschen und polnischen Verben. (Mitverf. L. Cirko, R.Ziobro), Univ.-Verlag, Wrocław 1995. 346 S.
- Gramatyka Języka Niderlandzkiego. (Niederländische Grammatik). Univ.-Verlag., Wrocław 2001. 192 S.
- Studia Philologica. Ausgewählte Schriften zur Germanistik und Niederlandistik. Oficyna Wydawnicza Atut, Wrocław 2002. 310 S.
- Vita in Linguis. Schriften zur Germanistik und Niederlandistik. Aus Anlass des 80. Geburtstages herausgegeben von Lesław Cirko und Stefan Kiedroń. Oficyna Wydawnicza Atut, Wrocław 2012, 657 S.
- Gramatyka kontrastywna. Wprowadzenie do niemiecko-polskiej gramatyki kontrastywnej. (Einführung in die deutsch-polnische kontrastive Grammatik). Wydawnictwo Wyższej Szkoły Filologicznej we Wrocławiu, Wrocław 2014. 95 S.  Zweite erweiterte Auflage 2016.  99 S.
- Historia języka niemieckiego. (Geschichte der deutschen Sprache). Wydawnictwo Wyższej Szkoły Filologicznej we Wrocławiu, Wrocław 2015. 265 S. 2. duchsehene und erweiterte Auflage 2018.

- Historia języka niderlandzkiego  (Geschichte der niederländischen Sprache). Wydawnictwo Wyższej Szkoły Filologicznej we Wrocławiu, Wrocław 2017. 315 S.
- Historia literatury niderlandzkiej. (Geschichte der niederländischen Literatur). Oficyna Wydawnicza ATUT, Wrocław 2019. 198 S.
- Gramatyka niemiecka w pytaniach i odpowiedziach (Deutsche Grammatik in Fragen und Antworten). Oficyna Wydawnicza ATUT, Wrocław 2020. 143 S.

## Mitgliedschaften in wissenschaftlichen Gremien
- Polskie Towarzystwo Językoznawcze (Polnische Sprachwissenschaftliche Gesellschaft), seit 1958, seit 2012 Ehrenmitglied
- Wrocławskie Towarzystwo Naukowe (Breslauer Wissenschaftliche Gesellschaft), seit 1969. Vorsitzer der Sprachlichen Kommission, 1989–2003
- Komitet Neofilologiczny Polskiej Akademii Nauk (Neofilologisches Komitee der Polnischen Akademie der Wissenschaften), seit 1969
- Towarzystwo Germanistów Polskich (Polnischer Germanistenverband),  seit 1982
- Societas Linguistica Europaea, seit 1983
- Koninklijke Academie voor Nederlandse Taal- en Letterkunde, Gent (Belgien), seit 1985
- Wissenschaftlicher Rat des Instituts für deutsche Sprache in Mannheim, seit 1985

## Auszeichnungen
- Ritter des Ordens Polonia Restituta, 1977
- Offizier des Ordens Polonia Restituta, 2012
- Ridder in de Kroonorde van het Konninkreijk Belgie, 1991
- Commandeur in de Orde van Oranje-Nassau, 1992